# Cañete
Cañete és un municipi de la província de Conca, a la comunitat autònoma de Castella-La Manxa.

## Persones il·lustres
- Álvaro de Luna y Jarana (1390-1453) noble de la família de Luna.
- Manuel Polo y Peyrolón (1846-1918) escriptor i parlamentari de tendència carlina.